# Aralazhdarcho
Aralazhdarcho es un género de pterosaurio azdárquido del Santoniense o principios del Campaniano (Cretácico Superior) de Kazajistán.  
El género fue nombrado en 2007 por Alexander Averianov. Ya en 2004 el holotipo había sido descrito. La especie tipo es Aralazhdarcho bostobensis. El nombre del género se deriva de la combinación del mar de Aral con el género relacionado Azhdarcho. El nombre científico de la especie se refiere a la formación Bostobe.
El género está basado en el holotipo ZIN PH, no. 9/43, consistente en el extremo anterior de una vértebra del cuello, probablemente la quinta o sexta. Varios paratipos también se han referido: un yugal, un fragmento de mandíbula inferior desdentada, centros de vértebras, el final distal de una escápula, el final proximal de una segunda falange del ala izquierda y el final proximal de un fémur izquierdo, de los cuales sin embargo la cabeza se ha roto. Los restos se encontraron en la localidad de Shakh-Shakh.
Aralazhdarchofue asignado por Averianov a la familia Azhdarchidae, en vista de su carencia de dientes y su edad geológica. Averianov presume que representa una forma sureña opuesta a su pariente, el género contemporáneo Bogolubovia que fue hallado en regiones adyacentes más al norte.